# 1908년 하계 올림픽 사이클 남자 100km
1908년 하계 올림픽 사이클 남자 100km는 1908년 하계 올림픽 사이클의 세부종목으로 치러진 트랙 사이클 종목이다. 각 국가당 최대 12명의 선수를 출전시킬 수 있었으며, 11개국 43명의 선수가 참가하였다.
영국의 찰스 헨리 바틀렛이 우승하였으며 같은 영국 출신인 찰스 데니가 2위로 들어왔다. 프랑스의 옥타브 라피즈가 동메달을 차지하였다. 지난 1896년 대회에서 레옹 플라멩이 금메달을 차지하였기에 프랑스는 이 종목의 역대 대회에서 메달을 딴 유일한 국가가 되었다.

## 배경
1896년부터 1924년 하계 올림픽까지 트랙 사이클 종목은 수많은 거리에 따라 세부종목을 편성하였으며 그 양상도 대회마다 각각 달랐다. 일례로 1896년 아테네 올림픽에서는 300km 종목이 있었으며 각 선수들은 12시간 동안 경기를 치렀다. 100km 종목의 경우 1896년과 1908년 하계 올림픽에서만 편성되었다. 1908년 하계 올림픽 당시 강력 우승후보로는 영국의 레언 미어디트가 꼽혔는데 1904년, 1905년, 1907년 세계 선수권 우승을 차지하였으며 이후로도 4회나 더 우승을 차지한 선수였다.
프랑스, 독일, 영국, 그리스가 1896년 하계 올림픽에 이어 종목 역사상 두 번째로 출전하였으며, 벨기에, 캐나다, 이탈리아, 네덜란드, 남아프리카 연방, 스웨덴, 미국은 이번 대회에 처음 출전하였다.

## 경기 방식
100km 경주는 660야드 길이 트랙을 약 165.7바퀴 도는 식으로 진행되었으며, 준결선과 결선의 2라운드로 진행되었다. 제한시간은 3시간 15분이었다. 준결선 라운드는 총 2회의 경기로 구성되었으며, 먼저 결승선에 들어온 선수 6명과 제한시간 내에 가장 많은 바퀴를 돈 선수 2명이 결선에 진출하였다. 따라서 결선에 진출한 선수는 총 9명이었다.

## 일정
| 날짜                 | 시간  | 경기         |
| -------------------- | ----- | ------------ |
| 1908년 7월 15일 (수) | 10:00 | 준결선 1차전 |
| 1908년 7월 16일 (목) | 10:00 | 준결선 2차전 |
| 1908년 7월 18일 (토) | 15:30 | 결선         |

## 경기 결과

### 준결선

#### 준결선 1차전
프랑스의 뤼츠와 스웨덴의 한손이 76랩에서 300야드차로 선두를 달렸다. 베일리는 중간지점을 통과하자마자 이들을 따라잡기 시작했다. 세 선수는 96랩에서 나머지 선수들을 한바퀴 앞서나갔다. 그리스의 산토리나이오스는 96랩차에서, 캐나다의 매카시는 103바퀴에서, 독일의 카처는 그로부터 몇 분 뒤에 경기를 포기하였다. 뤼츠는 선두그룹 이탈을 시도하였으나 한손과 베일리가 뒤쳐지지 않고 끝까지 완주하였다. 한손은 반 바퀴를 남기고 안쪽으로 치고들어가 뤼츠를 반바퀴 차로 따돌리고 1등으로 들어왔다. 베일리는 선두 2명과는 두 바퀴차로 결승선에 들어왔다.
| 순위 | 선수                         | 국가     | 기록      | 주 |
| ---- | ---------------------------- | -------- | --------- | -- |
| 1    | 안드레브 한손                | 스웨덴   | 2:50:21.4 | Q  |
| 2    | 조르주 뤼츠                  | 프랑스   | 불명      | Q  |
| 3    | 시드니 베일리                | 영국     | 불명      | Q  |
| 4    | 피에르 테지에르              | 프랑스   | 불명      | Q  |
| 5    | J. H. 비숍                   | 영국     | 불명      | Q  |
| 6    | 데이비드 로버트슨            | 영국     | 불명      | Q  |
| 7–14 | 윌리엄 앤더슨                | 캐나다   | 불명      |    |
| 7–14 | 알빈 볼트                    | 독일     | 불명      |    |
| 7–14 | 프랑수아 보네                | 프랑스   | 불명      | q  |
| 7–14 | 헤오르히위스 다먼            | 네덜란드 | 불명      |    |
| 7–14 | 헤라르트 보스 판드라켄스테인 | 네덜란드 | 불명      |    |
| 7–14 | 앙드레 르페르                | 프랑스   | 불명      |    |
| 7–14 | 해리 머센                    | 영국     | 불명      | q  |
| 7–14 | 존 노맨                      | 영국     | 불명      |    |
| —    | 루돌프 카처                  | 독일     | DNF       |    |
| —    | 프레더릭 매카시              | 캐나다   | DNF       |    |
| —    | 용니스 산토리니아이오스      | 그리스   | DNF       |    |

#### 준결선 2차전
경기 시작 2시간 전부터 비가 내렸으며 경기 시작 후에도 30분 동안 내렸다. 프랑스의 앙리 퀴노와 장 마들렌은 5마일 지점까지 돌았으나 퀴노는 머지않아 경기를 포기하였고 마들렌은 44랩에서 쓰러져 구급차에 실려갔다. 선두를 달리던 샤를 아브리용도 얼마 지나지 않아 포기하였으며, 출발 선수 26명 가운데 15명만 경기를 이어나갔다.
경기 1시간차를 맞는 시점에서 충돌 사고가 벌어져 영국의 데이비드 눈과 미국의 루이스 웨인츠가 탈락했고, 미어디트는 넘어졌지만 레이스를 재개할 수 있었다. 1시간 30분차에서는 코에켈베르가 트랙 위로 걸어오던 육상 심판과 충돌해 콘크리트 연석에 머리를 부딪히고 허벅지와 머리에 상처를 입었으나 경기를 이어나갔다. 60랩차에서는 이탈리아의 찬초테라가 경련을 일으키며 기권했고, 파리니도 머지않아 포기하였다. 경기 종료 시점에는 9명의 선수만 남았으며 7명이 함께 결승선을 통과하였고 코에켈베르는 마지막 바퀴에서 100야드 뒤쳐졌다.
캐나다의 해리 영 선수가 어떻게 결선에 진출했는지는 불명확하다. 대회 공식 보고서에서는 코에켈베르와 찰스 데니가 가장 많은 바퀴를 돈 선수로 결선에 진출하였으며, 결선 기록에서는 "예선 2차전에서 최다 바퀴를 돌지 않은 선수로서 심사위원들을 만족시켰다"는 이유로 해리 영의 출전이 허가되었다고 밝히고 있다.
| 순위 | 선수                  | 국가              | 기록      | 주 |
| ---- | --------------------- | ----------------- | --------- | -- |
| 1    | 레언 미어디트         | 영국              | 2:43:15.4 | Q  |
| 2    | 찰스 헨리 바틀렛      | 영국              | 불명      | Q  |
| 3    | 구스타프 베스테르베리 | 스웨덴            | 불명      | Q  |
| 4    | 옥타브 라피즈         | 프랑스            | 불명      | Q  |
| 5    | 월터 앤드류스         | 캐나다            | 불명      | Q  |
| 6    | 윌리엄 페트           | 영국              | 불명      | Q  |
| 7    | 찰스 데니             | 영국              | 불명      | q  |
| 8    | 기욤 코에켈베르       | 벨기에            | 불명      | q  |
| 9    | 해리 영               | 캐나다            | 불명      | q  |
| —    | 체사레 찬초테라       | 이탈리아          | DNF       |    |
| —    | 샤를 아브리용         | 프랑스            | DNF       |    |
| —    | 앙리 퀴노             | 프랑스            | DNF       |    |
| —    | 브루노 괴체           | 독일              | DNF       |    |
| —    | 피에르 오스텡         | 프랑스            | DNF       |    |
| —    | 로버트 졸리           | 영국              | DNF       |    |
| —    | 장 마들렌             | 프랑스            | DNF       |    |
| —    | 굴리엘모 말라테스타   | 이탈리아          | DNF       |    |
| —    | 헤르만 마르텐스       | 독일              | DNF       |    |
| —    | 윌리엄 모턴           | 캐나다            | DNF       |    |
| —    | 도뤼스 네일란트       | 네덜란드          | DNF       |    |
| —    | 데이비드 눈           | 영국              | DNF       |    |
| —    | 바티스타 파리니       | 이탈리아          | DNF       |    |
| —    | T. H. E. 패스모어     | 남아프리카 공화국 | DNF       |    |
| —    | 파울 슐체             | 독일              | DNF       |    |
| —    | 막스 트립슈           | 독일              | DNF       |    |
| —    | 루이스 웨인츠         | 미국              | DNF       |    |

### 결선
결선 시작 전부터 비가 내리기 시작해서 경기 내내 이어졌다. 미어디스, 앤드류스, 로버트슨은 13마일 지점에서 충돌했고 경기를 이어나갔으나 미어디스는 뒤쳐져 62랩차에서 쓰러져 경기를 포기하였다. 베일리는 중간지점부터 선두를 달렸으나 31랩을 남기고 포기하였다.
선두그룹의 경우 115랩에서 7명으로 줄어들었고 마지막 바퀴에서는 4명까지 줄어들었다. 이 가운데 영국인은 3명이었으며 서로간에 팀워크를 발휘하여 마지막 스프린트에서 바틀렛의 페이스를 끌어올릴 수 있었다. 찰스 데니는 마지막 바퀴에서 선두로 나섰으며 프랑스의 옥타브 라피즈는 바깥쪽 레인에서 바틀렛을 추격했다. 바틀렛은 안쪽 레인에서 내려와 결승선을 향해 질주하였고 데니보다 한 바퀴 앞서 통과하였다.
| 순위 | 선수                  | 국가   | 기록      |
| ---- | --------------------- | ------ | --------- |
| 1    | 찰스 바틀렛           | 영국   | 2:41:48.6 |
| 2    | 찰스 데니             | 영국   | 불명      |
| 3    | 옥타브 라피즈         | 프랑스 | 불명      |
| 4    | 윌리엄 페트           | 영국   | 불명      |
| 5    | 피에르 테지에르       | 프랑스 | 불명      |
| 6    | 월터 앤드류스         | 캐나다 | 불명      |
| 7    | D. C. 로버트슨        | 영국   | 불명      |
| 8    | 시드니 베일리         | 영국   | 불명      |
| —    | J. H. 비숍            | 영국   | DNF       |
| —    | 프랑수아 보네         | 프랑스 | DNF       |
| —    | 기욤 코에켈베르       | 벨기에 | DNF       |
| —    | 안드레브 한손         | 스웨덴 | DNF       |
| —    | G. C. 뤼츠            | 프랑스 | DNF       |
| —    | 레언 미어디트         | 영국   | DNF       |
| —    | 해리 머센             | 영국   | DNF       |
| —    | 구스타프 베스테르베리 | 스웨덴 | DNF       |
| —    | 해리 영               | 캐나다 | DNF       |